# هنري بيترز
هنري بيترز (بالإنجليزية: Henry Peters)‏ هو سياسي أسترالي، ولد في 1881، وتوفي في 16 ديسمبر 1918. حزبياً، نشط في حزب العمال الأسترالي. وقد انتخب عضو الجمعية التشريعية نيو ساوث ويلز.